# أولغا نابولي
أولغا نابولي (بالإيطالية: Olga Napoli)‏ هي رسامة إيطالية، ولدت في 2 يوليو 1903 في ساليرنو في إيطاليا، وتوفيت في 15 مايو 1955 في روما في إيطاليا.